# 3663 Tisserand
3663 Tisserand este un asteroid din centura principală.

## Descoperirea asteroidului
Asteroidul 3663 Tisserand a fost descoperit de astronomul Edward Bowell la Stația Anderson Mesa, la data de 15 aprilie 1985.

## Caracteristici
Asteroidul prezintă o orbită caracterizată de o semiaxă majoră egală cu 3,1509702 UA și de o excentricitate de 0,1701119, înclinată cu 3,09605° față de ecliptică. 
Perioada sa orbitală este de 2.043,08 zile (5,6 ani).

## Denumire
Asteroidul este dedicat astronomului francez François Félix Tisserand.